# Ernst Gütschow

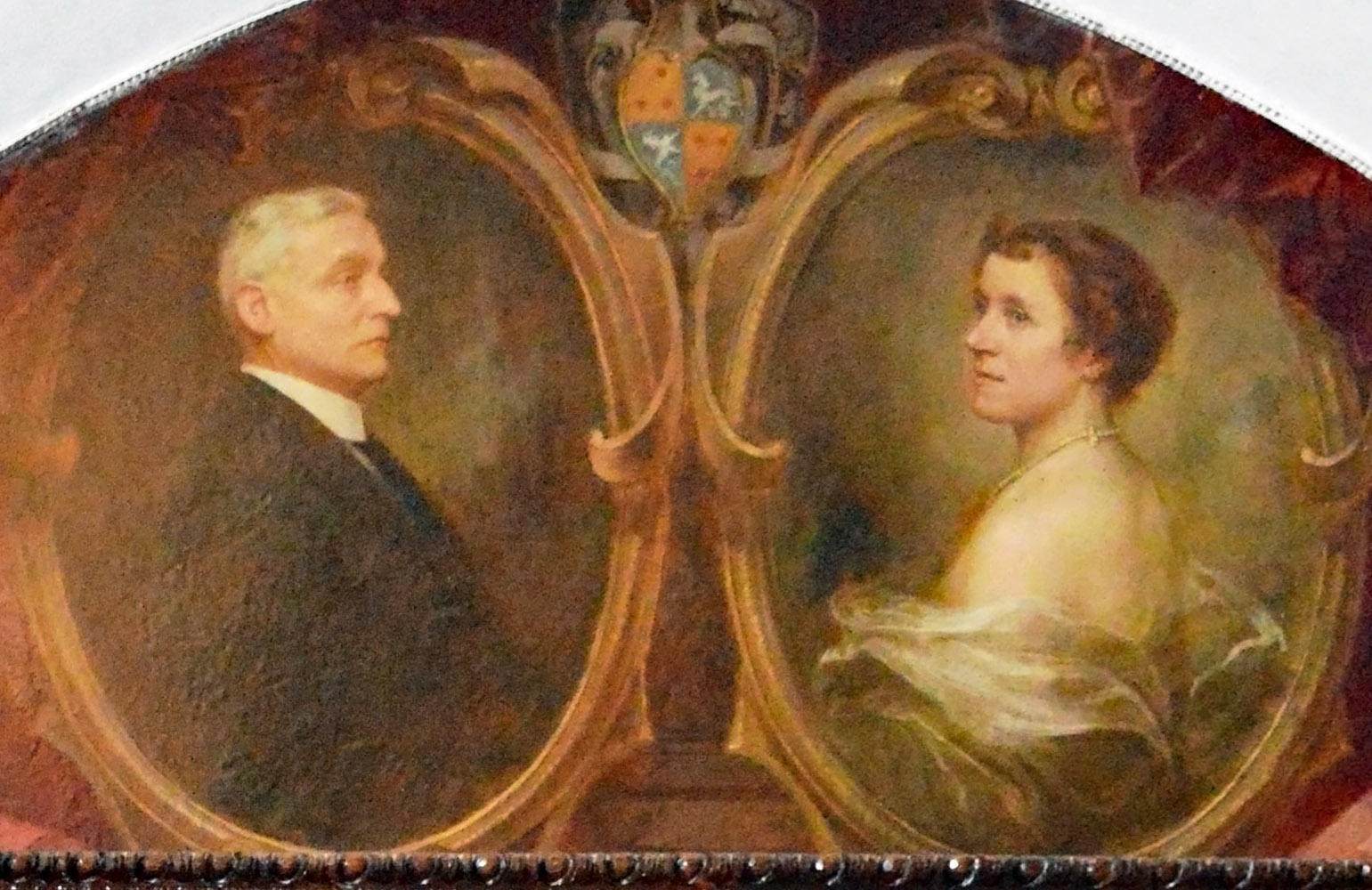
Ernst und Josephine Gütschow über einer Tür der Bibliothek auf Burg Tzschocha

Ernst Friedrich Gütschow, in den Vereinigten Staaten auch häufig Ernest (F.) Gutschow (* 8. April 1869 in Rostock; † 27. März 1946 in Bad Wildungen) war ein deutscher Kaufmann, Unternehmer, Mäzen und Kunstsammler. Er war Generalmanager beim Hersteller, Importeur und Händler für Tabakwaren Michalitschke Bros. & Co. in San Francisco, ab 1903 Direktor der Zigarettenfabrik Jasmatzi in Dresden sowie von 1909 bis 1945 Besitzer des Ritterguts und der Burg Tzschocha.

## Leben
Ernst Gütschow war ein Sohn von (Carl David) Friedrich Gütschow (1831–1905), Kaufmann aus Hamburg, und dessen Frau Gustava, geborene Kessler (1847–1913). Er wurde am 27. April 1869 in der Rostocker Jakobikirche evangelisch getauft. Im Juni 1890 war er an der University of London eingeschrieben, hat jedoch keine Abschlussprüfung abgelegt. Bei der englischen Volkszählung 1891 findet er sich als „Ausländischer Korrespondent“ in Moss Side (Manchester). 1893 ging er nach San Francisco. Am 6. September 1893 heiratete Gütschow dort die in San Francisco römisch-katholisch getaufte Josephine Elisabeth („Josie“) Michalitschke (1874–1948) und wurde bei Michalitschke Brothers & Company Generalmanager für Herstellung, Import und Vertrieb von Tabakwaren, hauptsächlich kubanischer Zigarren und türkischer Zigaretten.

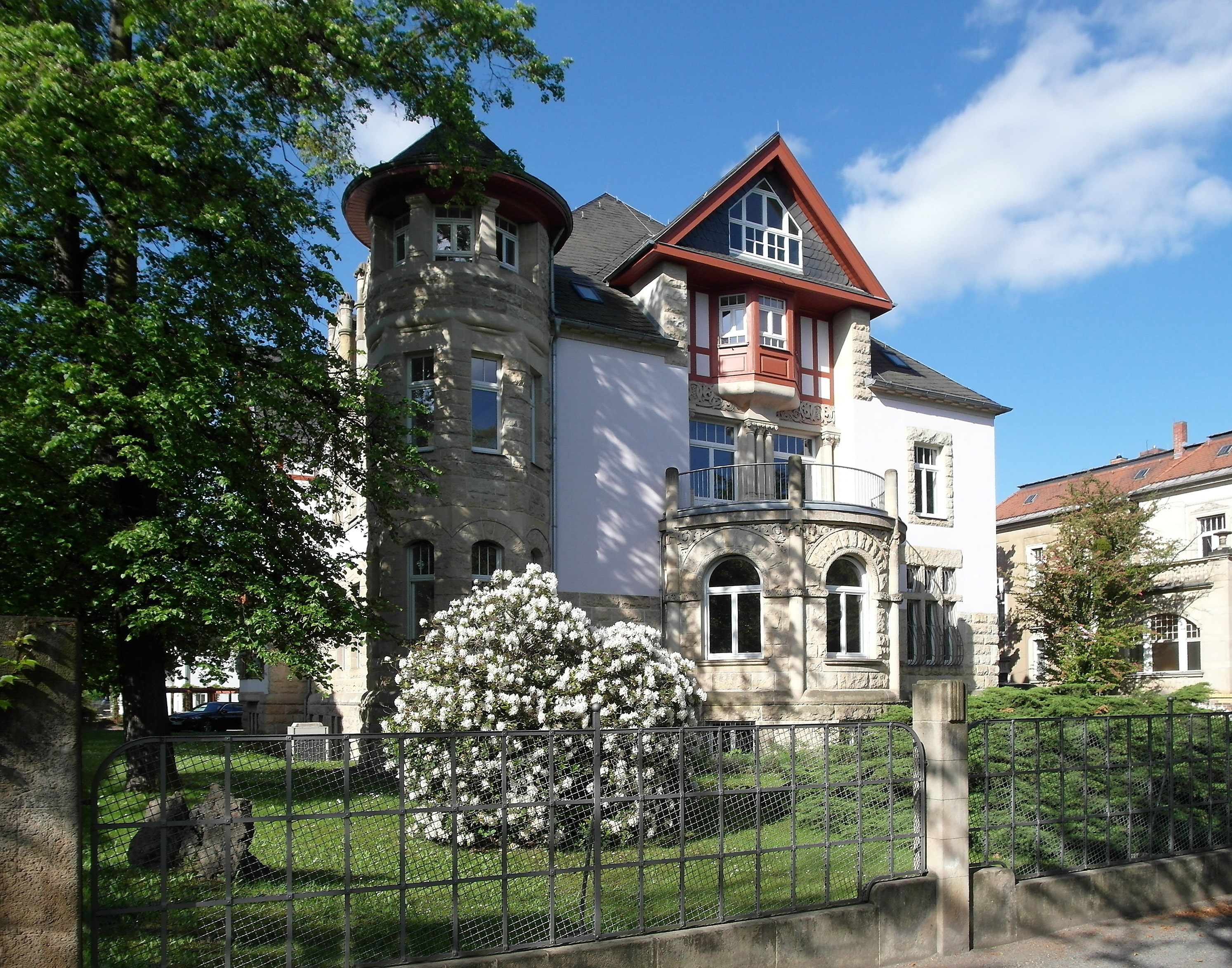
Ernst Gütschows Villa im Dresdner Ortsteil Strehlen

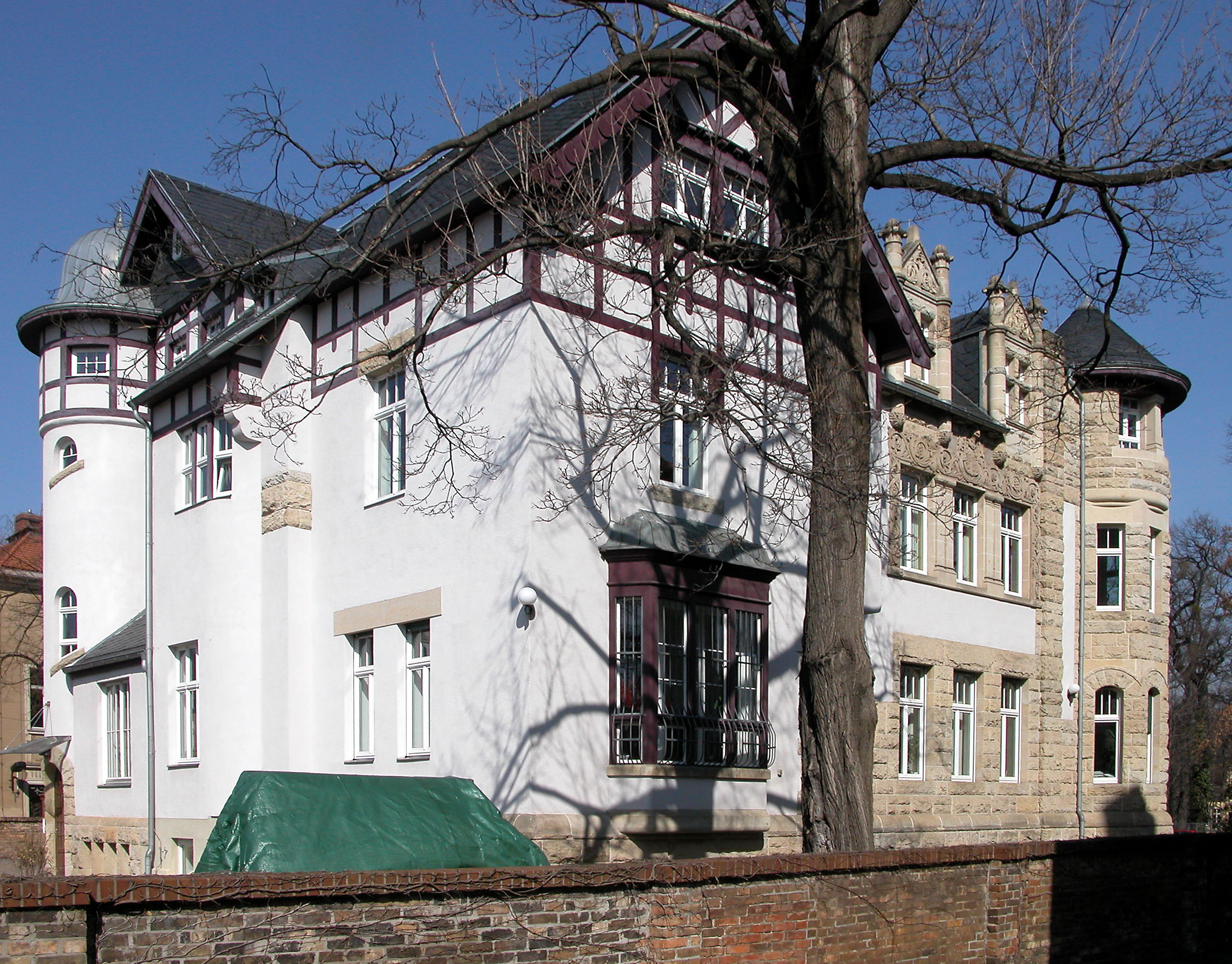
Ernst Gütschows Villa von der Gartenseite

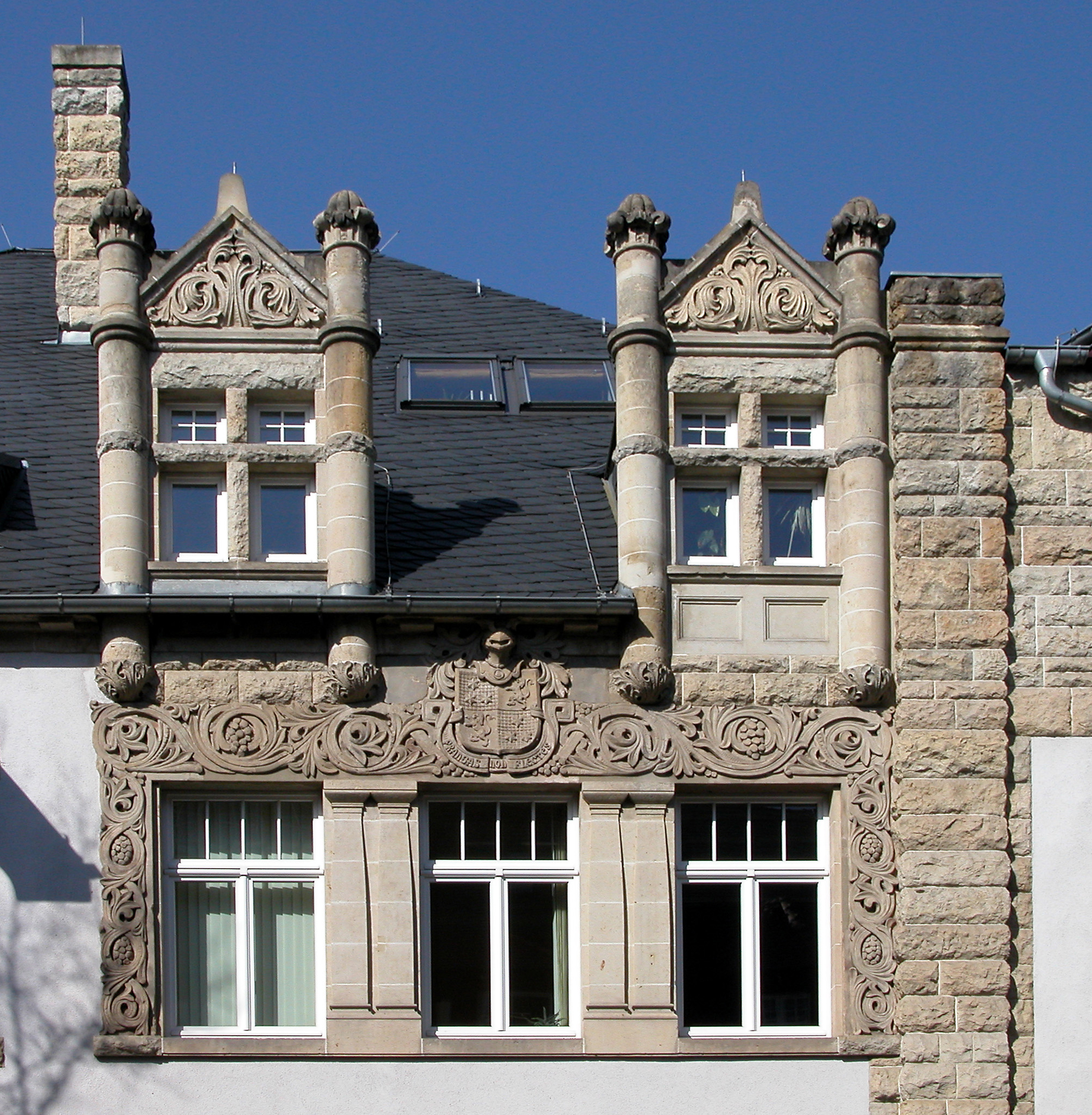
Familienwappen mit dem Wahlspruch „Frangas non flectes“ an der Dresdener Villa

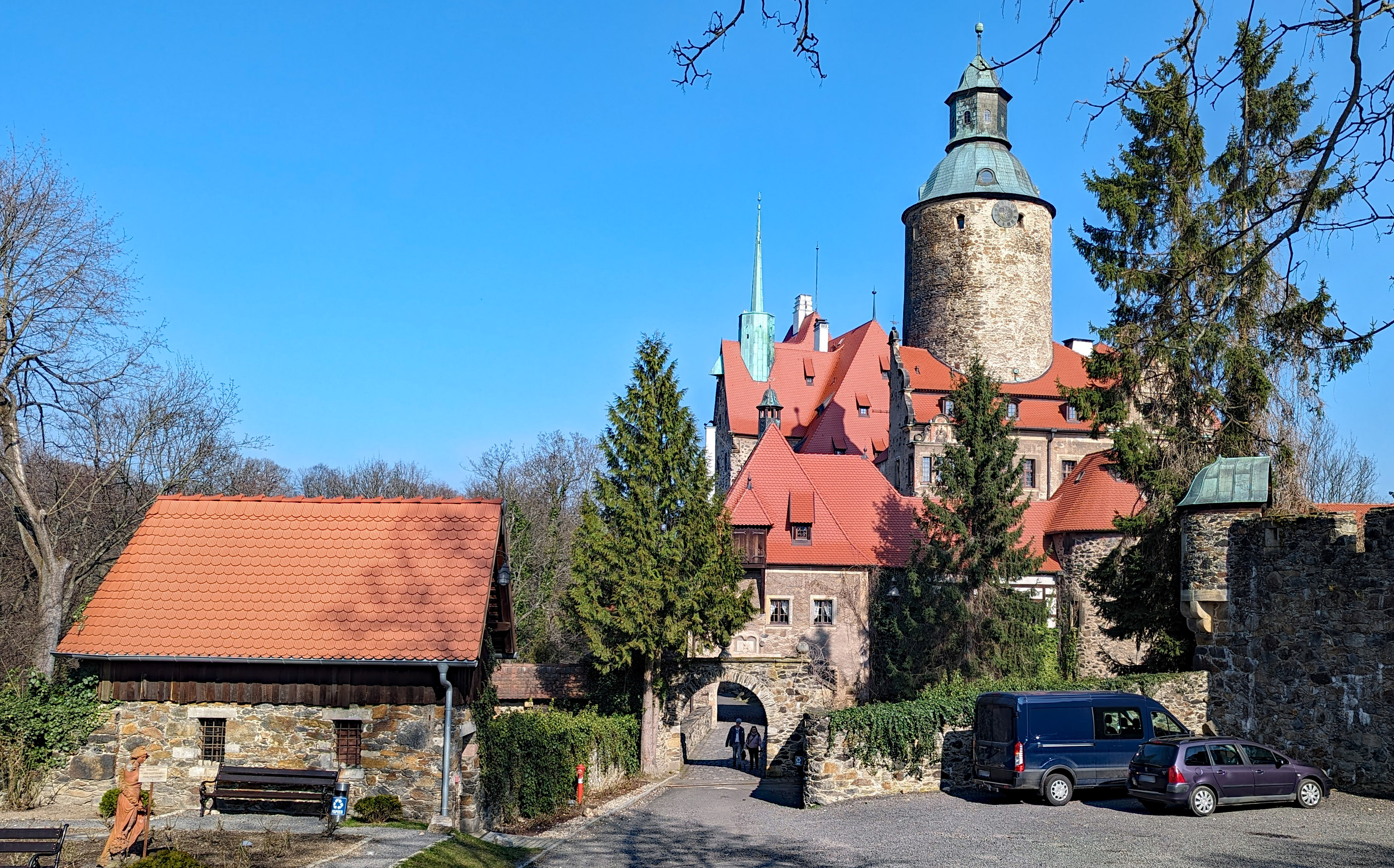
Burg Tzschocha

Im Jahre 1901 entzog die American Tobacco, der größte Anteilseigner der Dresdner Zigarettenfabrik Jasmatzi, dem Firmengründer Georg Anton Jasmatzi die alleinige Zeichnungsberechtigung für die Aktiengesellschaft. In der Folge verließ Jasmatzi 1902 die Firma. Ernst Gütschow wurde Vorstandsvorsitzender der Georg A. Jasmatzi AG, verließ San Francisco und zog nach Dresden. Seit 1903 bewohnte er eine Villa im Schweizer Viertel der Dresdner Südvorstadt, die damals Eigentum von Karl August Lingner war. Gütschow ließ sich 1905 eine eigene Villa in Stadtteil Strehlen in der Tiergartenstraße 46 bauen und zog 1906 dort ein. Die Villa ist erhalten und steht heute (Stand 2024) mit Remise und Einfriedung unter Denkmalschutz. In der Kurzcharakteristik des Landesamts für Denkmalpflege steht unter anderem „... eigenwilliger Villenbau in Formen des Historismus und Jugendstils, kubischer Putzbau mit rustiziertem Eckturm, Zierfachwerk ...“.
Gütschow war in Dresden einer der wenigen Besitzer eines Automobils und bekam vor 1909 die Erkennungsnummer II (für die gesamte Kreishauptmannschaft Dresden) 1545. Er war schon sehr früh Mitglied des Königlich-Sächsischen Freiwilligen Automobilkorps und nahm mit seinem Automobil an Manövern teil, so auch im September 1909 im Alter von 40 Jahren. Die Nützlichkeit der Freiwilligen Automobilkorps wurde schon beim Kaisermanöver 1908 festgestellt, da sie gute Dienste bei der Befehls- und Nachrichtenüberbringung leisteten und den Fahrzeugpark der Verkehrstruppen verstärkten.
1910 schenkte Gütschow dem Völkerkundemuseum in Dresden eine umfangreiche 450-teilige Sammlung von Kunstwerken, vorwiegend aus den damaligen deutschen Kolonien Kamerun und Togo. Die Sammlung aus dem Gebiet des Kreuzflusses in Kamerun erwarb er vom Kolonialbeamten Alfred Mansfeld. Die Herkunft der Kunstwerke aus anderen Gegenden ist noch ungeklärt. Arnold Jacobi, der damalige Direktor des Königlichen Zoologischen und Anthropologisch-Ethnographischen Museums, vermittelte, und Gütschow bekam im Gegenzug für die Schenkung den Albrechts-Orden als Ritter I. Klasse.
Im Jahre 1909 erwarb Ernst Gütschow die Burg Tzschocha und veranlasste 1911 bis 1914 einen Umbau im Stil der Neugotik durch den Architekten und Burgenforscher Bodo Ebhardt. Gütschow gehörte das gesamte Rittergut Tzschocha mit zwei Vorwerken in Rengersdorf am Queis (heute Stankowice). Zu den Angestellten des Rittergutes zählten der Inspektor, ein Assistent, ein Förster, ein Waldwärter, ein Gärtner und der Schlosskastellan. Der gesamte Grundbesitz umfasste eine Fläche von rund 574 ha, davon 239 ha Acker und 244 ha Wald. Im Barockgarten ließ er eine Kopie der Statue des Breslauer Fechterbrunnens von Hugo Lederer errichten. Der Wahlspruch „Frangas non flectes“, der unter dem Familienwappen an der Dresdner Villa Gütschows angebracht ist, befindet sich auch an vielen Stellen in und an der Burg, zum Beispiel über einem Himmelbett, über einem Kamin und auf zwei der von Eduard Stritt gefertigten Bleiglasfenster. Nach der Oktoberrevolution suchten russische Adlige Zuflucht bei Gütschow, der vorher auch Beziehungen zum russischen Zaren hatte. Von ihnen erwarb Gütschow Kunst- und Schmuckgegenstände russischer Herkunft, unter anderem wertvolle Ikonen. Außerdem sammelte Gütschow wertvolle Bücher. Seine Bibliothek umfasste nahezu 30.000 Bände.
Gütschow blieb bis 1915 Vorstandsvorsitzender der Jasmatzi AG. Im folgenden Jahr übernahm der bisherige Prokurist Carl Böttner (1876–1946) aus Blasewitz den Vorsitz. In der 25. öffentlichen Sitzung der II. Kammer des Sächsischen Landtags im Februar 1916 wurde zum einzigen Tagesordnungspunkt, der Wahl Dresdens als Sitz der Zigarettentabaks-Einkaufgesellschaft des Deutschen Reichs (ZITAG), mehrfach gegen Gütschow polemisiert, obwohl er den Vorsitz der Zentrale schon aufgegeben hatte. Auf einer Wahlversammlung der linksliberalen Deutschen Demokratischen Partei (DDP) im Jahre 1919 trat Gütschow als ihr Mitglied auf und widersprach dem Vorwurf, die Partei sei im Verbund mit der „Goldenen Internationale“. Es gab öffentliche Aufrufe, die DDP nicht zu wählen, weil ihr Mitglied Gütschow die Interessen englischer und amerikanischer Konzerne gegen die deutsche Industrie vertreten würde.
Gütschow widmete sich auf seinem Rittergut vorrangig der Viehzucht und der Milchproduktion. Das Schlesische Güter-Adressbuch von 1926 hebt eine Stammherde Schwarzbunter Ostfriesen, Deutsche veredelte Landschweine, mustergültige Zuchten, Gebirgsweiden und eine Molkerei hervor. Ernst Gütschow war von 1920 bis 1932 Vereinsrepräsentant des Vereins für mecklenburgische Geschichte und Altertumskunde; er schied aufgrund eines Gehörleidens auf eigenen Wunsch aus diesem Amt aus. Im Jahre 1936 steht Gütschow letztmalig im Dresdner Adressbuch, er blieb jedoch Zeit seines Lebens Eigentümer der Villa in der Tiergartenstraße. Zwei Etagen der Villa wurden 1940 an das Bezirkswirtschaftsamt für den Wehrwirtschaftsbezirk IV (Dresden) vermietet. Gütschow verlegte seinen Lebensmittelpunkt auf die Burg Tzschocha und verdoppelte dort seinen Grundbesitz nahezu. 1937 besaß er über 9 km2.
Gütschow wohnte nach dem Ende des Zweiten Weltkriegs in Bad Wildungen (Dürrer Hagen 6) und starb im Alter von 76 Jahren im dortigen Stadtkrankenhaus an den Folgen eines Schlaganfalls und einer Lungenentzündung. Seine Witwe verstarb 1948 in München. Das Ehepaar hatte vier Kinder; die ersten beiden wurden in San Francisco geboren, die anderen beiden in Dresden:
- Herbert Ernst Anton Franz Waldemar[36] (1895–1964) (zuletzt verheiratet mit Ingeborg Isidore Helene Felicitas Gräfin Vitzthum von Eckstädt)
- Kathleen Louise Josephine Henriette Gustavine, verheiratete Fritsch (1896–1974)[37]
- Elaine Illa Elisabeth Alma Amalie, geschiedene Hitzbleck (1906–1979)[38][39]
- Kathleen Nina Hertha Elisabeth, verheiratete Heegard (1908–1945)[40][41]

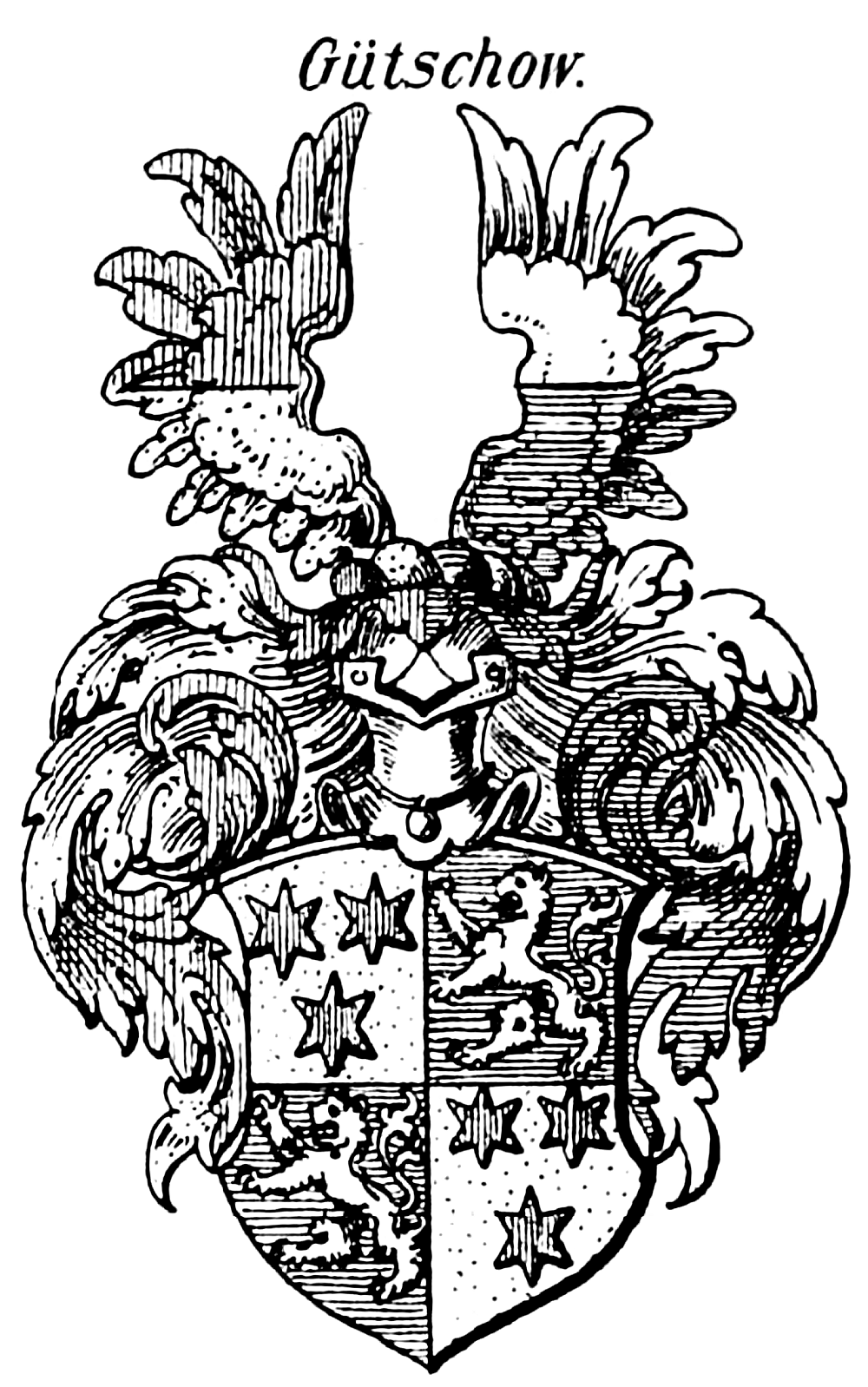
Wappen der Familie Gütschow

## Wappen
Das Wappen ist von Gelb und Blau quadriert. Felder 1 und 4 belegt mit drei (2:1) roten Sternen, 2 und 3 mit einem silbernen Löwen. Auf dem Helm mit rot–goldenen und blau–silbernen Decken ein rechts rot–golden und links silbern–blau geteilter offener Flug. An der Dresdner Villa und in der Burg Tzschocha findet sich unter dem Wappen oft der Wahlspruch „Frangas non flectes“ (etwa: „Magst (mich) zerbrechen, aber nicht beugen“). An der Villa in Dresden sind die drei Sterne entgegen der Beschreibung in Siebmachers Wappenbuch von 1912 falsch angeordnet (1:2).

## Auszeichnungen

### Bis 1913
- Herzoglich Sachsen-Ernestinischer Hausorden Ritter I. Klasse[42]
- Albrechts-Orden Ritter I. Klasse[16][43] (Verleihung 1910)[17]
- Greifenorden mit Krone[44]

### Im Ersten Weltkrieg
- Friedrich-August-Kreuz II. Klasse[45]
- Ehrenzeichen für Verdienste um das Rote Kreuz Ehrenkreuz II. Klasse[45]
- König Ludwig-Kreuz[46]
- Kriegsverdienstkreuz Lippe-Detmold[46]

## Schriften
- Tabak-Literatur-Verzeichnis. A. Dressel, Dresden 1927.